# Горнунг, Збигнев
Збигнев Марьян Горнунг (пол. Zbigniew Marian Hornung, 23 января 1903, Львов — 22 июля 1981, Вроцлав) — польский ученый, историк искусства, архитектуры. Профессор Вроцлавского университета и университета Николая Коперника (Торунь).

## Биография
Родился 23 января 1903 года в г. Львов.
Историю искусства изучал во Львовском университете им. Яна Казимежа, научный руководитель — профессор Владислав Подляха. Перед II-й мировой войной — окружной «консерватор» во Львове. Способствовал сохранению уцелевших городских армянских ренессансных памятников. Позже — руководитель отдела западноевропейской живописи Львовской картинной галереи (теперь Львовская национальная галерея искусств имени Бориса Возницкого). После освобождения Львова от немецких войск в 1944 году стал вице-директором заведения, принимал активное участие в перевозке памятников из Львова в основную Польшу.

## Творчество
- Статье Иоанн Георгий Пинзель,[2] Бернард Меретин,[3] Франциск Оленский, Осинский Антон (Polski Słownik Biograficzny).
- Stanisław Stroiński. — Lwów, 1935.
- Antoni Osiński, nakwybitniejszy rzeźbiarz lwowski XVIII st. — Lwów, 1935.
- Pierwsi rzeźbiarze lwowscy z okresu rokoka, «Ziemia Czerwieńska», III. — 1937. — S. 1-37.
- Na marginesie ostatnich badań nad rzeźba lwowską XVIII wieku // Biuletyn История Sztuki. — № VII. — 1939. — S. 131-149. (перевод на украинском языке)
- Wpływy drezdeńskie w rzeźbie polskiej XVIII wieku. — Toruń, 1965.
- Majster Pinzel snycerz. Karta z dziejów lwowskiej rzeźby rokokowej. — Wrocław, 1976.
- Jan de Witte, architekt kościoła Dominikanów we Lwowie (1995).[4]

Часть его атрибуций опровергают современные исследователи.